# Manuela Ocón
Manuela Ocón Aburto (Madrid, 1973) és una directora de producció de cinema espanyola.
Establerta a Huelva, el 1996 es va llicenciar en comunicació audiovisual a la Facultat de Ciències de la Informació de la Universitat de Sevilla, on el 2017 s'hi va doctorar en ciències de la comunicació amb la tesi Gestión del tiempo en la producción cinematográfica desde una perspectiva de género.
El 1996 va debutar en cinema com a assistent de producció a Más allá del jardín. Ha estat nominada al Goya a la millor direcció de producció tres cops: el 2013 per Grupo 7, el 2015 per La isla mínima i el 2017 per El hombre de las mis caras. Actualment treballa en la producció de la sèrie de Movistar+ La peste. El 2019 va rebre el Premi Cámara Oscura del Festival Nuevo Cine Andaluz.

## Filmografia
- Más allá del jardín (1996)
- Astronautas (2003)
- 7 vírgenes (2005)
- Cabeza de perro (2006)
- After (2009)
- No soy como tú (minisèrie, 2010)
- Grupo 7 (2012)
- La isla mínima (2014)
- Toro (2016)
- El hombre de las mis caras (2016)
- La peste (2018)
- Operación Camarón (2020)